# Old Adam on Turtle Island
Old Adam on Turtle Island ist das Debütalbum der gleichnamigen Gruppe von John Dikeman, Marta Warelis, Aaron Lumley und Sun-Mi Hong. Die am 28. November 2022 live im Veranstaltungsort Splendor, Amsterdam, entstandenen Aufnahmen erschienen am 24. Januar 2025 auf Relative Pitch Records in Kooperation mit dem Label DOEK.

## Hintergrund
Das in Amsterdam ansässige frei improvisierende, Anfang 2019 gegründete Quartett aus dem amerikanischen Tenorsaxophonisten John Dikeman, der polnischen Pianistin Marta Warelis, dem kanadischen Kontrabassisten Aaron Lumley und dem koreanischen Schlagzeuger Sun-Mi Hong spielt Dikemans 50-minütigen, siebenteiligen Liederzyklus, der in seiner Musik „über die Kolonialisierung und das zweischneidige Schwert der Religion nachdenkt, das zu Transzendenz oder Tyrannei führen kann“.
Eine frühe Version des Quartetts mit dem amerikanischen Schlagzeuger Frank Rosaly veröffentlichte 2021 ein Live-Album (Sunday at De Ruimte, DOEK Raw, 2021). Der Titel des Albums bezieht sich auf „Turtle Island“ (Schildkröteninsel), die englische Übersetzung des von einigen Gruppen der amerikanischen Ureinwohner verwendeten Namens für Erde oder Nordamerika. Old Adam on Turtle Island ist das Debütalbum dieses Quartetts.

## Titelliste
- Dikeman · Hong · Lumley · Warelis: Old Adam on Turtle Island (Relative Pitch Records RPR1203)[2]

1. The Rev - Descent - Choral - Let's Try 27:59
2. Groove - Choral - Manifest 23:54

Die Kompositionen stammen von John Dikeman.

## Rezeption
Dieses Quartett und seine Musik verbinde feurige freie Improvisationen, die tiefe Wurzeln im afroamerikanischen spirituellen Free Jazz der späten 1960er-Jahre haben, mit jenseitigen Klangexperimenten und tiefen, gebrochenen Grooves, schrieb Eyal Hareuveni in Salt Peanuts. Der immer einfallsreiche und energische Dikeman sei eindeutig der Anführer des Quartetts, und sein Ton klinge eindringlich, tief und gebieterisch, aber weniger brutal als zuvor, die meiste Zeit besinnlich, wärmer und offen emotional und lyrisch. Sein Liederzyklus lasse genügend Raum für Selbstbeobachtung und nachdenkliche Kommentare. Dikeman würde die brillanten kreativen Kräfte von Warelis, Lumley und Hong genießen und dieses kollektive Quartett klinge größer als seine Teile, intensiv und expansiv, poetisch und bewegend. Dies sei ein wunderschönes Album, das nach weiteren Fortsetzungen verlange.
Nach Ansicht von Mark Corroto, der das Album in All About Jazz rezensierte, ist Old Adam on Turtle Island eine atemberaubende musikalische Kreation eines multikulturellen Quartetts. Dikemans zwei anspruchsvolle Suiten seien meisterhafte Werke von höchster Schönheit, die sein Können nicht nur als Saxophonist, sondern auch als Komponist und Mitarbeiter unter Beweis stellten.